# Gare de Guebwiller
La gare de Guebwiller est une gare ferroviaire française fermée de la Ligne de Bollwiller à Lautenbach, située sur le territoire de la commune de Guebwiller, dans le département du Haut-Rhin, en région Grand Est.
Elle est fermée à tout trafic.

## Situation ferroviaire
Établie à 288 mètres d'altitude, la gare de Guebwiller est située au point kilométrique (PK) 7,110 de la ligne de Bollwiller à Lautenbach, entre les gares aujourd'hui fermées et disparues de Guebwiller-Marchandises et de Guebwiller-Heissenstein.

## Histoire
En 1862, on envisage la construction d'une ligne de chemin de fer reliant Belfort à Guebwiller. Cette ligne, qui devait desservir les vallées vosgiennes de la Doller, de la Lauch et de la Thur, tout en évitant Mulhouse, ne fut finalement jamais construite dans son intégralité.
La gare de Guebwiller est mise en service le 5 février 1870 par la Compagnie des chemins de fer de l'Est, lorsqu'elle ouvre à l'exploitation la section de Bollwiller à Guebwiller.
En 1871, la gare entre dans le réseau de la Direction générale impériale des chemins de fer d'Alsace-Lorraine (EL) à la suite de la défaite française lors de la guerre franco-allemande de 1870 (et le traité de Francfort qui s'ensuivit).
La ligne est prolongée jusqu'à Lautenbach en décembre 1884.
Le 19 juin 1919, la gare entre dans le réseau de l'Administration des chemins de fer d'Alsace et de Lorraine (AL), à la suite de la victoire française lors de la Première Guerre mondiale. Puis, le 1er janvier 1938, cette administration d'État forme avec les autres grandes compagnies la SNCF, qui devient concessionnaire des installations ferroviaires de Guebwiller. Cependant, après l'annexion allemande de l'Alsace-Lorraine, c'est la Deutsche Reichsbahn qui gère la gare pendant la Seconde Guerre mondiale, du 1er juillet 1940 jusqu'à la Libération (en 1944 – 1945).
Guebwiller comportait également un dépôt-relais secondaire.
La gare et la ligne sont fermées au service voyageurs le 17 mars 1969. La ligne est définitivement fermée le 1er août 1992, après l'arrêt du trafic marchandises.
Le bâtiment voyageurs, alors abandonné, est acheté[Quand ?] par la commune de Guebwiller ; rénové, il accueille d'abord le siège de l'association d'aide à domicile Défi, puis une pâtisserie avec salon de thé. Mis aux enchères en 2018 sur Leboncoin, il est revendu en 2019 à deux investisseurs qui y aménagent un restaurant gastronomique, L'Antica stazione, ouvert depuis novembre 2022.

### Projet de réouverture
Depuis la fermeture de la ligne à tout trafic, l'association FloriRail milite pour sa réouverture. C'est ainsi que le projet de réouverture est inscrit au volet « mobilité » du Contrat de Plan État Région 2014-2020 en décembre 2013. La somme de 20 millions d'euros est attribuée à cette réouverture ; Guebwiller fait partie des gares concernées par la future desserte,.

## Service des voyageurs
Gare fermée. La gare ouverte la plus proche est celle de Raedersheim située à environ 6 km.